# Sindrom razdražljivega črevesa
Sindrom razdražljivega črevesa ali sindrom iritabilnega kolona (angl. irritable bowel syndrome, IBS) je kronična nevnetna bolezen, ki jo označuje bolečina v trebuhu, okvarjena funkcija črevesa z drisko in izločanjem sluzi ali zaprtjem brez ugotovljivih patoloških sprememb debelega črevesa. Simptomi se pojavljajo dlje časa, običajno več let. Glede na pogostnost bodisi driske bodisi zaprtja ali pa obeh bolezenskih znakov razvrščajo bolezen v štiri podtipe (IBS-D, IBS-C, IBS-M, IBS-U). Sindrom razdražljivega črevesa vpliva neugodno na bolnikovo kakovost življenja in je lahko vzrok izostankom od pouka oziroma bolniškega dopusta. Pogosto ga spremljajo druge motnje, kot so anksioznost, velika depresivna motnja in sindrom kronične utrujenosti.
Vzroki niso pojasnjeni; šlo naj bi za psihosomatsko motnjo. Različne teorije govorijo o motnjah živčne osi med možgani in črevesjem, genetskih dejavnikih, preobčutljivosti za določena živila, motnjah gibljivosti črevesja in bakterijskem preraščanju tankega črevesa. Zagon bolezni lahko povzroči črevesna okužba ali stresen življenjski dogodek. Gre za funkcionalno motnjo, pri kateri ni ugotovljena nobena organska okvara, zato diagnoza temelji na znakih in simptomih, pri čemer pa niso prisotni ogrožajoči dejavniki (pojav bolezni po 50. letu starosti, izguba telesne teže, kri v blatu, pojavljanje vnetnih črevesnih bolezni v družini). Bolezni, ki se lahko kažejo s podobnimi znaki, so celiakija, mikroskopski kolitis, vnetna črevesna bolezen, motnja absorpcije žolčnih kislin in rak debelega črevesa.
Specifično zdravilo, ki bi bolniku omogočalo ozdravitev, ne obstaja. Uporabljajo se ukrepi (spremembe v prehrani, uživanje probiotikov, psihološko svetovanje) in zdravila za lajšanje simptomov. Med prehranske ukrepe spadajo zvečan vnos topnih vlaknin in izogibanje glutenu ter sladkorjem. Za lajšanje driske se uporabljajo antidiaroiki, kot je na primer loperamid, pri zaprtju pa različna odvajala. Antidepresivi lahko pomagajo izboljšati simptome in zmanjšati občutenje bolečine. Za dobro oskrbo bolnika sta pomembna tudi osveščanje bolnikov o njihovi bolezni in dober odnos med bolnikom in zdravnikom.